# Kuća Đurišića s kulom Mazarovića
Kuća Đurišića s kulom Mazarovića je zaštićena graditeljska baština grada Perasta. Nalazi se uz obalu, na pola puta od crkve sv. Nikole i palače Viskovića. Danas služi u stambene svrhe.